# Monohelea hainanensis
Monohelea hainanensis är en tvåvingeart som beskrevs av Liu och Ge 1996. Monohelea hainanensis ingår i släktet Monohelea och familjen svidknott.
Artens utbredningsområde är Hainan (Kina). Inga underarter finns listade i Catalogue of Life.